# Big John Wrencher
Big John Wrencher (* 12. Februar 1923 in Sunflower, Sunflower County, Mississippi; † 15. Juli 1977 in Clarksdale, Mississippi, auch bekannt als One Arm John, eigentlich John Thomas Wrencher) war ein US-amerikanischer Mundharmonikaspieler und Sänger. In den 1960er Jahren spielte er oft auf dem Maxwell Street Market, in den 1970ern tourte er auch in Europa.

## Leben
Schon als Kind zeigte er großes Interesse für Musik und lehrte sich in frühen Jahren Mundharmonika. In den 1940er Jahren war er als fahrender Musiker in  Tennessee, Missouri, Indiana und Illinois unterwegs. Mitte des Jahrzehnts kam er in Chicago an und spielte oft auf dem Maxwell Street Market und auf Hauspartys. In den 1950er Jahren wohnte er in Detroit und spielte mit Baby Boy Warren und in einem eigenen Trio.
1958 verlor er bei einem Autounfall in Memphis seinen linken Arm. In den frühen 1960er Jahren siedelte er sich wieder in Chicago an und wurde ein Fixpunkt auf der Maxwell Street, wo er jeden Sonntag von 10 bis 15 Uhr spielte. 1964 trat er im Dokumentarfilm And This Is Free auf, die Musik wurde in einer CD-Box veröffentlicht (And This Is Maxwell Street). In diesem Jahrzehnt nahm er für Testament auf, als Musiker in Robert Nighthawks Band.
1973 und 1974 war er mit dem Chicago Blues Festival und den  American Blues Legends auf Europatournee, bei der Tournee 1974 nahm er in London ein Album für das Big Bear-Label auf, bei dem ihn Eddie Taylor und seine Band begleiteten.
Bei einem Familienbesuch 1977 starb Big Joe Wrencher an einem Herzinfarkt in Clarksdale, Mississippi.

## Diskographie
- 1969  Big John Wrencher and his Maxwell Street Blues Boys: Maxwell Street Alley Blues
- 1974  Big John's Boogie   Castle Music Ltd.
- 1978  Maxwell Street Alley Blues   Blue Sting
- Memphis to Maxwell   Jawes